# Cetroreliks
Cetroreliks (łac. cetrorelixum) – organiczny związek chemiczny, antagonista gonadoliberyny stosowany w stymulacji jajników.

## Mechanizm działania
Cetroreliks jest odwracalnym antagonistą gonadoliberyny. Wiąże się ona z receptorami znajdującymi się w przysadce mózgowej, stymulując w ten sposób wydzielanie dwóch gonadotropin: hormonu luteinizującego (LH) i hormonu folikulotropowego (FSH). Cetroreliks jest konkurentem gonadoliberyny o wiązanie się z receptorami, hamując w ten sposób wydzielanie LH I FSH. Zahamowanie wydzielania tych hormonów, w szczególności LH, opóźnia owulację. Ma to duże znaczenie w przypadku stymulacji jajników, nie dochodzi bowiem do uwalniania oocytów niedojrzałych, które nie będą mogły zostać wykorzystane w technikach wspomaganego rozrodu, na przykład zapłodnieniu in vitro.

## Właściwości farmakokinetyczne
Lek, po podaniu podskórnym, wchłania się szybko, a jego biodostępność wynosi ponad 85%. Z białkami osocza wiąże się w 86%. Po podaniu pierwszej dawki – 3 mg – działanie leku utrzymuje się do 4 dni, przy czym ostatniego dnia supresja wynosi 70%. Okres półtrwania wynosi ok. 30 h po podaniu podskórnym.

## Wskazania
Zapobieganie przedwczesnej owulacji w przypadku stosowania stymulacji jajników.

## Przeciwwskazania
- ciąża i karmienie piersią
- umiarkowane i ciężkie zaburzenia czynności nerek i wątroby
- nadwrażliwość na cetroreliks lub jakikolwiek składnik preparatu
- menopauza lub okres pomenopauzalny
- stwierdzone poważne stany alergiczne

## Ostrzeżenia specjalne
Jako że preparat może powodować nagłe i bardzo poważne odczyny alergiczne, zaleca się, by pierwszą dawkę leku podawał lekarz w ośrodku umożliwiającym leczenie reakcji alergicznych. Po podaniu leku pacjentka powinna przebywać w ośrodku leczenia jeszcze przez ok. 30 minut. Kolejne iniekcje podskórne mogą być wykonywane samodzielnie przez pacjentkę, należy ją jednak wcześniej poinformować o objawach, które mogą wskazywać na wystąpienie reakcji alergicznej oraz o konieczności uzyskania pomocy medycznej.

## Działania niepożądane
Najczęstszym objawem niepożądanym, występującym podczas stosowania cetroreliksu, jest zespół nadmiernej stymulacji jajników o różnym natężeniu. Obserwowano również:
- nudności
- odczyny alergicznie w miejscu podania leku
- bóle głowy
- ogólnoustrojowe reakcje rzekomoalergiczne.

## Dawkowanie
Lek podaje się raz dziennie, rano lub wieczorem, w odstępach 24-godzinnych, wstrzykując zawartość fiolki podskórnie w dolną część jamy brzusznej.
Przy podawaniu porannym, cetroreliks podaje się począwszy od 5. lub 6. dnia stymulacji jajników aż do dnia indukcji owulacji włącznie.
W przypadku podawania wieczorem, cetroreliks podaje się począwszy od 5. dnia stymulacji jajników aż do wieczora w dniu poprzedzającym indukcję owulacji.

## Preparaty
- Cetrotide – fiolka z substancją suchą i rozpuszczalnik – 0,25 mg i 3 mg